# 松浦久信 (平戸藩主)
松浦 久信（まつら ひさのぶ）は、安土桃山時代の武将。肥前国平戸藩2代藩主。官位は従五位下・肥前守。平戸松浦氏27代当主。

## 略歴
元亀2年（1571年）、大名松浦鎮信の長男として誕生した。天正14年（1586年）頃、大村純忠の五女（後の松東院）と祝言をあげた。
文禄元年（1592年）、文禄の役で父と共に朝鮮へ出征した。慶長の役にも従軍し、駐留期間は計7年。各地を転戦し、平安道で敵の包囲を突破して父を救ったことがある。
慶長5年（1600年）、関ヶ原の戦いでは、大坂にあって西軍に与して、伏見城攻めと伊勢国安濃津城攻めに参陣した。しかし父鎮信が肥前神集島で開かれた去就会議に参加して東軍に加わることを決めたため、久信は戦後に処罰を受けることもなく、所領を安堵された。
父から家督を継いだ時期は判然としないが、長命であった祖父隆信が亡くなった慶長4年（1599年）から関ヶ原の戦いの翌年（1601年）までの間ぐらいだと考えられている。
慶長7年（1602年）、江戸に赴く途中、伏見で病に倒れた。鎮信は平戸の印山寺の僧に祈祷させて治癒を願ったが、久信はそのまま急死した。享年32。これに激怒した鎮信が、印山寺の僧を殺そうとしたため、僧侶が皆逃げ出して葬儀ができなくなったので、壱岐国から安国寺の僧が平戸に来て葬儀を行ったという。
久信の跡は長男の隆信が継いだ。

## 系譜
- 父：松浦鎮信（1549年 - 1614年）
- 母：西郷純堯の娘
- 正室：松東院（1575年 - 1657年）、その、メンシア - 大村純忠の五女
  - 長男：松浦隆信（1592年 - 1637年）
  - 男子：松浦信清 - 家臣松浦信実の養子
  - 男子：松浦信辰
- 生母不明の子女
  - 女子：松浦信正室
  - 女子：松浦忠広室
  - 女子：松浦信正継室